# Медаль Карла Шварцшильда
Медаль Карла Шварцшильда (англ. Karl Schwarzschild Medal)  — высшая награда Астрономического общества Германии. Вручается с 1959 года за выдающиеся научные достижения в области астрономии. Названа в честь Карла Шварцшильда.  Награда включает в себя медаль и почётную лекцию на годовом собрании общества. Лекция затем публикуется.

## Лауреаты
- 1959 — Мартин Шварцшильд
- 1963 — Шарль Макс Ференбак
- 1968 — Мартен Шмидт
- 1969 — Бенгт Георг Даниель Стрёмгрен
- 1971 —  Энтони Хьюиш
- 1972 — Ян Хендрик Оорт
- 1974 — Корнелис Де Ягер
- 1975 — Лайман Спитцер
- 1977 — Вильгельм Беккер[нем.]
- 1978 — Джордж Филд
- 1980 — Людвиг Франц Бенедикт Бирман
- 1981 — Бохдан Пачиньский[англ.]
- 1982 — Жан Делай[нем.]
- 1983 — Дональд Линден-Белл
- 1984 — Дэниел Поппер[англ.]
- 1985 — Эдвин Эрнест Солпитер
- 1986 —  Субраманьян Чандрасекар
- 1987 — Лодевейк Волтьер[англ.]
- 1989 — Мартин Джон Рис
- 1990 — Юджин Ньюмен Паркер
- 1992 — Фред Хойл
- 1993 — Рэймонд Уилсон[англ.]
- 1994 — Йоахим Трюмпер[нем.]
- 1995 — Хендрик Кристофель ван де Хюлст
- 1996 — Кип Стивен Торн
- 1997 —  Джозеф Хотон Тейлор
- 1998 — Питер Стриттмэттер[нем.]
- 1999 — Джереми Острайкер
- 2000 — Роджер Пенроуз
- 2001 — Кэйити Кодаира[нем.]
- 2002 —  Чарлз Хард Таунс
- 2003 — Эрика Бем-Фитензе
- 2004 —  Риккардо Джаккони
- 2005 — Густав Андреас Тамманн[англ.]
- 2007 — Рудольф Киппенхан[англ.]
- 2008 — Рашид Сюняев
- 2009 — Рольф-Петер Кудрицки[нем.]
- 2010 — Мишель Майор
- 2011 — Райнхард Генцель
- 2012 — Сандра Фабер
- 2013 — Карл-Хайнц Рэдлер[нем.]
- 2014 — Маргарет Геллер
- 2015 — Иммо Аппенцеллер[нем.]
- 2016 — Роберт Уильямс[англ.]
- 2017 — Рихард Велебинский[нем.]
- 2018 — Анджей Удальский[англ.]
- 2019 — Эвина Ван Дисхук
- 2020 — Friedrich-Karl Thielemann[англ.]
- 2021 — Джоселин Белл Бернелл
- 2022 — Hans-Thomas Janka[вд]
- 2023 — Thomas Henning[англ.]
- 2024 — Anton Zensus[англ.]